# Bandera del estado La Guaira
La bandera del estado La Guaira fue diseñada por los patriotas Manuel Gual y José María España, y descubierta la noche del 13 de julio de 1797. Tiene dos franjas horizontales: en la blanca, aparece la imagen de un sol que simboliza a la Patria; en la azul, con un tercio de la altura de la anterior, hay cuatro estrellas de cinco puntas que representan a las cuatro provincias en las cuales estaba dividida la llamada entonces, Capitanía General de Venezuela (Cumaná, Guayana, Maracaibo y Caracas). Las cuatro franjas verticales, de colores amarillo, rojo, blanco y azul, representan a los cuatro principales grupos étnicos que conforman la población venezolana (blancos, pardos, negros e indios).
En 2019, cambia de nombre de estado Vargas a estado La Guaira.